# مردم کومائونی
مردم کومائونی (Devanagari: कुमाऊँनी) مردم منطقه کومائون اوتاراکند هند هستند. در زبان محاوره، از مردم کومائون به عنوان «پهاری» نیز یاد می‌شود. کومائونی به شخص با منشأ منطقه کومائون خطاب می‌شود.